# NGC 474
NGC 474 är en elliptisk galax som befinner sig på ett avstånd på 100 miljoner ljusår från jorden i stjärnbilden Fiskarna. Det är känt att denna store galax har så kallade ″tidvattenssvansar″, även om deras ursprung är okänt. Galaxen upptäcktes den 13 december 1784 av William Herschel.

### Fotnoter
1. 1 2 3  Schirmer, Mischa. ”NGC 474”. Arkiverad från originalet den 29 juni 2011. https://web.archive.org/web/20110629170812/http://www.astro.uni-bonn.de/~mischa/gallery_ccd/ngc474.html. Läst 26 februari 2011.
2. 1 2  ”NED results for object NGC 0474*”. NASA/IPAC Extragalactic Database. http://nedwww.ipac.caltech.edu/cgi-bin/nph-objsearch?objname=NGC+474&extend=yes&out_equinox=J2000.0. Läst 26 februari 2011.
3. 1 2  ”Revised NGC Data for NGC 474”. The Interactive NGC Catalog Online. http://spider.seds.org/ngc/revngcic.cgi?NGC474. Läst 26 februari 2011.